# Aramon (cépage)
Pour les articles homonymes, voir Aramon et Ugni (homonymie).
L'aramon noir N est un cépage français de raisin noir. Cépage de production de masse, il a marqué la production de vin de table pendant un siècle avant que le classement des cépages et la mode des vins de cépage ne le relègue à une production de plus en plus anecdotique.
Véraison début juillet en Roussillon 

## Origine

### Historique

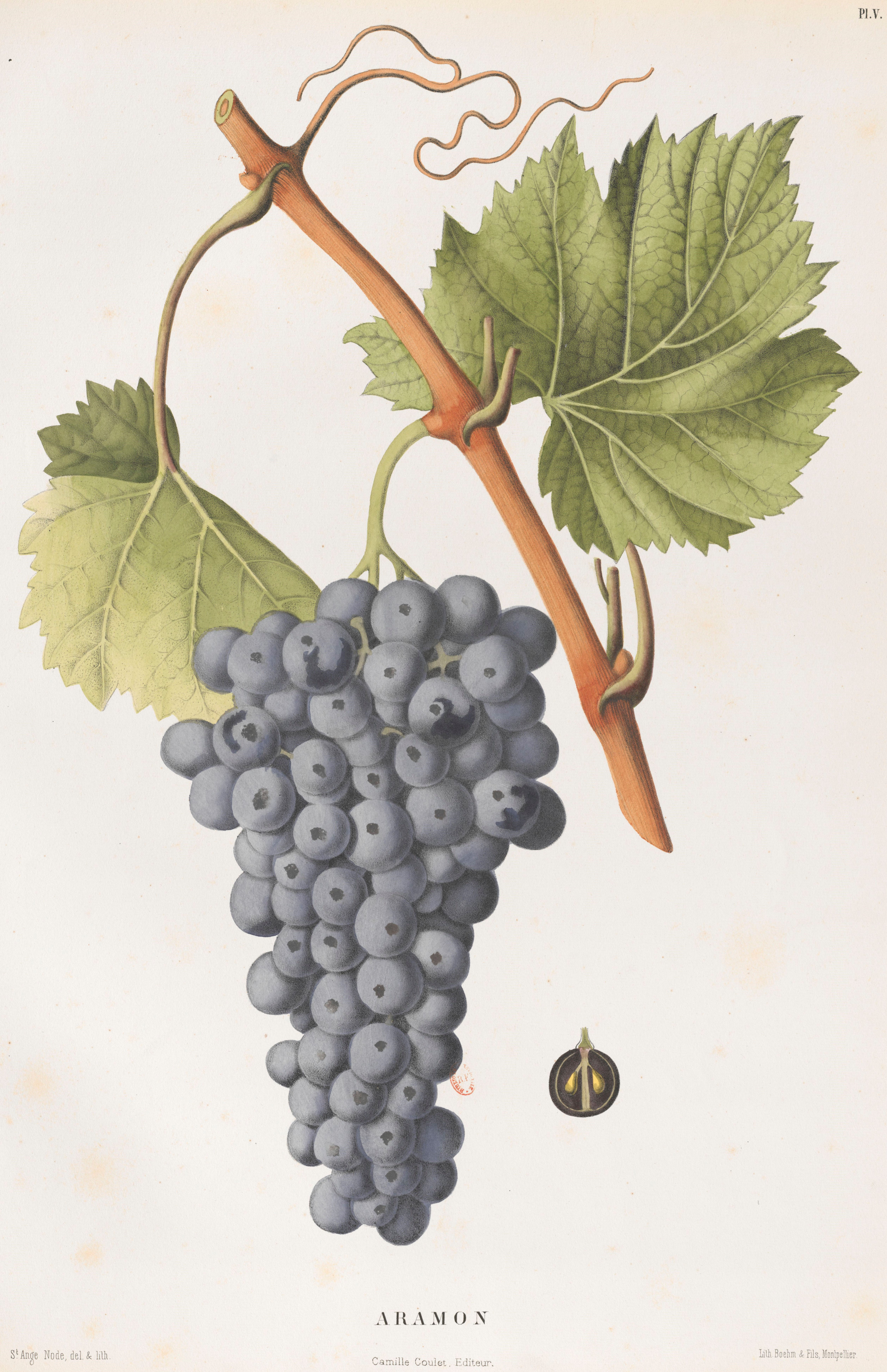
Lithographie de l'Aramon.

Les sources le font provenir de Provence où la variété des synonymes indique une présence ancienne ou d'Espagne d'où le Marquis d'Aramon l'aurait importé dans son village du Gard (Aramon).
Selon Pierre Galet, l'existence des trois couleurs, aramon rouge N, aramon blanc B et aramon gris G, est une preuve de son ancienneté.
Ce cépage a commencé à faire parler de lui à partir de la très mauvaise récolte de 1854 due à l'oïdium. Relativement résistant à la maladie, les vignerons ont commencé à s'y intéresser. Les rendements élevés qu'il permet et son vin qui peut être commercialisé sans vieillissement sont un atout au moment de la révolution industrielle. Le chemin de fer permet d'acheminer rapidement et pas cher de grandes quantités de vin vers les régions industrialisées. La plantation s'accélère lors de la reconstitution du vignoble après la crise du phylloxera.
À partir des années 1930, la France décide de réglementer la plantation des vignes. Les cépages hybrides et gros producteurs sont directement visés. En 1953, le classement des cépages français classe l'aramon dans les cépages autorisés: lors de son arrachage, la surface à replanter est amputée de 30 %. Les vignerons s'en désintéressent, préférant planter des cépages plus qualitatifs.
Fernandel lui rend hommage dans sa chanson Félicie aussi.

### Aire géographique
Le cépage est cultivé principalement dans les vignobles du Languedoc-Roussillon et de Provence. Très en faveur après la crise phylloxérique, c'était le cépage des vins de table légers. Aujourd'hui il est en grande régression passant de 150 230 hectares en 1958 à 34 666 hectares en 1988 et 9 084 hectares en 2004.

### Variabilité génétique

#### Clones
De nombreux clones sont conservés en collection, issus des prospections réalisées en Languedoc-Roussillon. Six d'entre eux ont été homologués mais sont très peu multipliés. La législation décourage les nouvelles plantations et seuls les plants pour renouveler les pieds morts sont commercialisés.

#### Métis
L'Aramon a servi de géniteur du cépage teinturier Petit Bouschet et du cépage Grand Noir de la Calmette au XIXe siècle.
Au XXe siècle, il a été utilisé pour créer le gramon N et le monerac N avec le grenache noir N.

### Synonymes
L'aramon est connu sous les noms aramon noir, aramonen, burchardt´s Prince (en Angleterre), gros bouteillan, rebalaire (en occitan), ramonen, pisse-vin, ugni noir et eromoul (en Algérie).

## Caractères ampélographiques

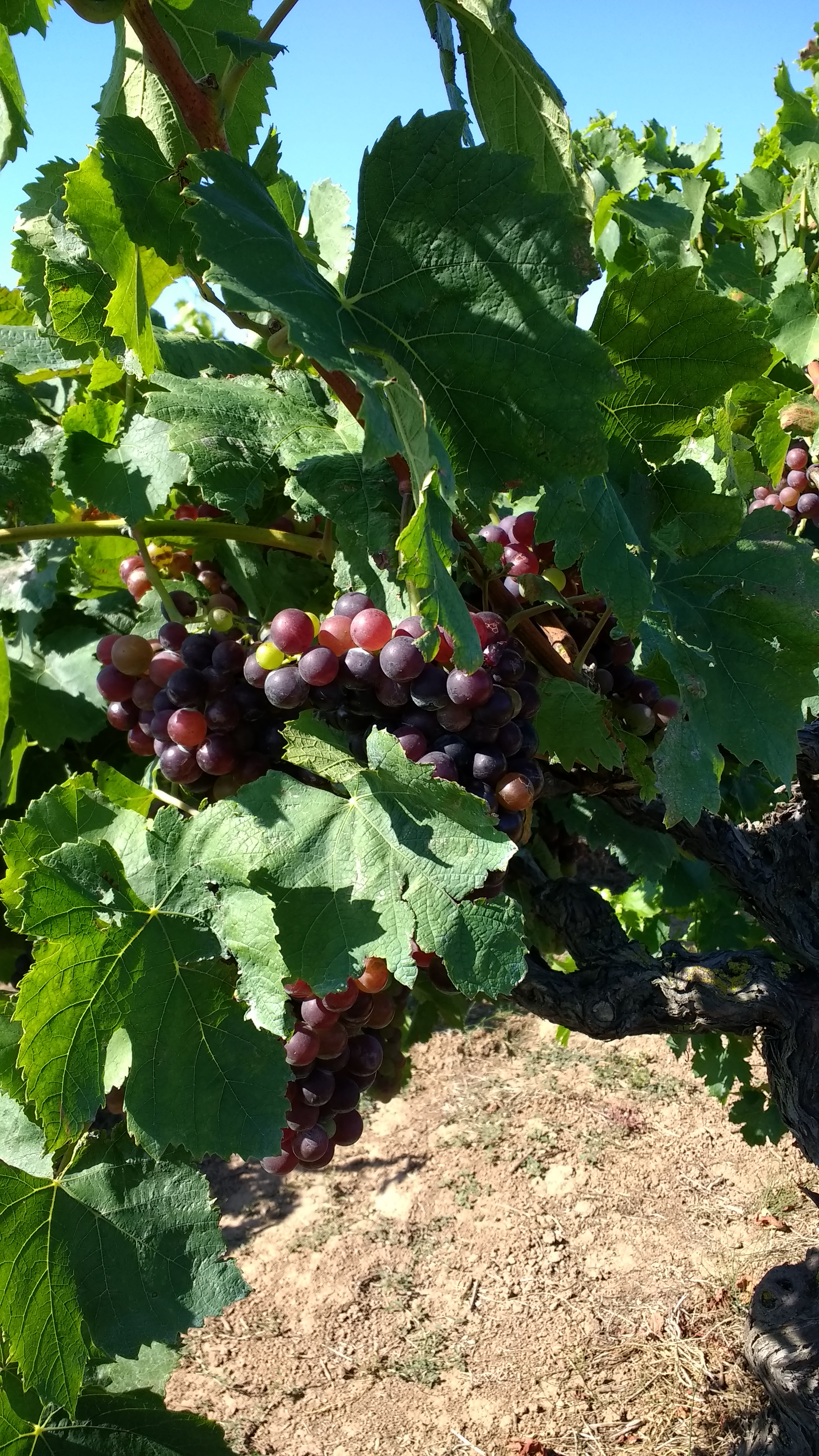
Vieux plant d'aramon à Bessan

- Extrémité du jeune rameau duveteux.
- Jeune feuilles aranéeuses, bullées, jaunâtres sur les bosselures.
- Feuilles adultes, à trois lobes (rarement à cinq lobes) avec un sinus pétiolaire en V, dents anguleuses, étroites, en deux séries inégales, un limbe glabre ou pubescent.
- Grappe tronconique, compacte, grosse et ailée. Les baies sont très grosses et arrondies.

## Aptitudes

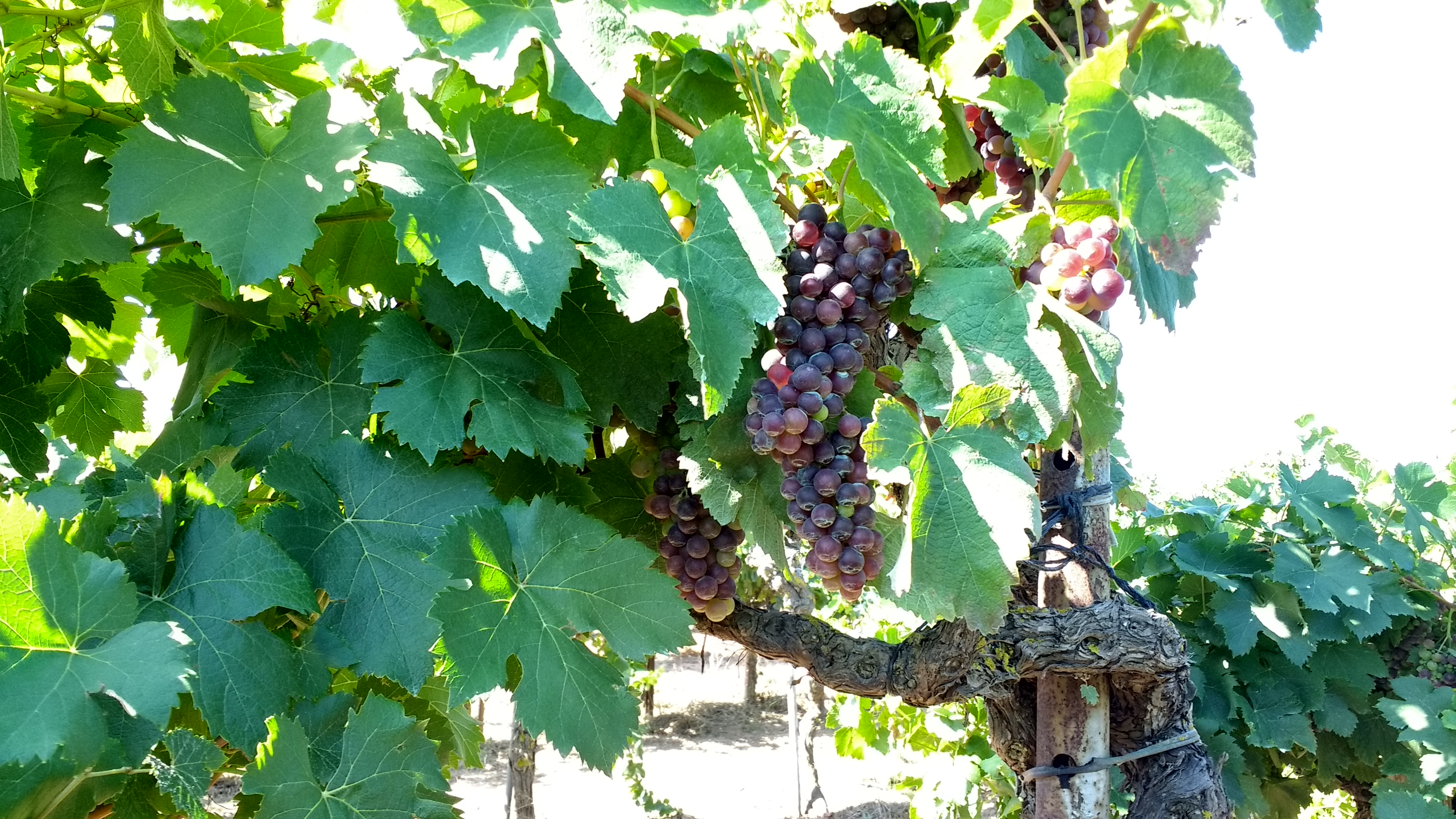
Plant d'aramon à Bessan dans l'Hérault après le début de la véraison.

### Culturales
La maturité est de troisième époque : 30 jours après le chasselas. Le cépage est vigoureux et productif. Il donne selon les sols et type de vins de 50 à 70 hl/ha en coteaux à près de 250 hl/ha dans les bonnes terres en zone de plaine. L’aramon est généralement conduit en gobelet à taille courte.

### Sensibilité aux maladies
Il est peu sensible à l'oïdium, mais craint le mildiou, la pourriture grise et l'excoriose et beaucoup les acariens.

### Potentiel technologique
Il donne de grandes quantités de raisin très juteux. Le rendement est donc très élevé. Le vin qu'il donne est peu coloré, léger et peu tannique. Toutefois, avec des rendements très limités, moins de 70 hl/ha, il peut donner des vins légèrement fruités et friands.